# Mary Kornman

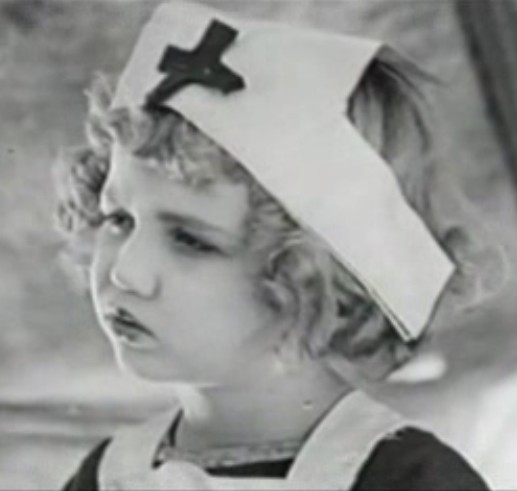
Mary Kornman in Dogs of war uit 1923

Mary Kornman (geboren Mary Agnes Evans, Idaho Falls, 27 december 1915 — Glendale, 1 juni 1973) was een Amerikaans actrice.
Kornman werd bekend toen ze in 1922 een rol kreeg in de serie komische korte films Our Gang. Hierna was ze ook te zien in de tienerversie van de serie. Deze heette The Boy Friends. Haar carrière eindigde toen ze in 1940 met pensioen ging.
Kornman stierf in 1973 aan kanker.
- International Standard Name Identifier: 0000 0000 2849 4584
- Library of Congress Control Number: n86105794
- SNAC: w62h1grn
- Virtual International Authority File: 23625267
- WorldCat: E39PBJktqt3WcxK8w8GWgTB773